# Léon Truitard
Léon Hippolyte Claudius Truitard, né le 9 août 1885 à Chagny en Saône-et-Loire et mort le 2 janvier 1972 à Dijon, est un administrateur colonial français qui fut gouverneur de La Réunion.

## Biographie
Léon Truitard passe son enfance à Cholon (Saïgon) en Cochinchine française, où son père est architecte. Il rentre en France métropolitaine à Dijon pour terminer se études secondaires au lycée Carnot, puis il intègre l'École coloniale de Paris. Il commence sa carrière dans l'administration coloniale à Majunga à Madagascar en 1910. En 1912, il soutient en France sa thèse de doctorat en droit Madagascar et les intérêts français, puis après une affectation aux Comores, retourne à Madagascar où il épouse en 1915 Suzanne Balliste (1893-1986), future peintre et illustratrice (essentiellement de thèmes coloniaux) dont le père après avoir vécu en Algérie est ingénieur des travaux publics dans cette colonie. Truitard est mobilisé cette même année comme capitaine du 6e Colonial, à Tananarive, et intervient dans le sud  du pays contre le soulèvement Bara, avant de partir combattre dans la Somme où il devient officier de liaison. Il est gravement intoxiqué par les gaz le 28 mai 1918 mais refuse de se laisser évacuer jusqu'à un ordre formel de son chef de corps.
Démobilisé en 1919, Léon Truitard retourne à Madagascar en tant que chef de cabinet du gouverneur Garbit. il rentre ensuite à Paris au ministère des Colonies et sa femme suit des cours de dessin. De 1925 à 1927, il est nommé à Yaoundé, puis de 1927 à 1936, il travaille au service de presse du ministère des Colonies, étant à partir de 1933 le chef de l'information et de la propagande.
Le gouvernement du Front populaire nomme Léon Truitard gouverneur de La Réunion le 18 juin 1936 où il succède (après un intérim de Charles Allard) à Alphonse Choteau mort du diabète. Il arrive le 17 août suivant dans une île en proie à de fortes tensions sociales. Deux semaines après son arrivée, les premières grèves éclatent et pour éviter une paralysie de l'île Truitard donne satisfaction aux grévistes demandant la même durée de travail et les mêmes congés payés qu'en métropole. En octobre 1936, un projet de loi est déposé par la gauche selon lequel La Réunion, la Guadeloupe et la Martinique, ainsi que la Guyane relèveront du département de l'intérieur et deviendront des départements français avec des « dispositions législatives et réglementaires particulières que nécessitent (...) une décentralisation relative des services publics, le maintien de leur autonomie financière et la sauvegarde des prérogatives de leurs conseils généraux. » 
Cependant ce projet ne rencontre pas la faveur des Réunionnais qui craignent de devoir de nouveaux impôts; en effet, il n'y a pas d'impôts directs à La Réunion. La départementalisation est donc repoussée pour le moment. 
Une grande grève éclate le 23 janvier  1937, d'un mois, menée par le syndicat des cheminots et des dockers, à l'appel de Gaston Roufli et Léon de Lépervanche, que Truitard affronte avec succès, mais elle a pour conséquence que les listes communistes obtiennent la majorité des voix au Conseil général en octobre 1937. La grève des fonctionnaires est quant à elle plus difficile pour le gouverneur. Une mission de l'inspection générale des impôts est ensuite envoyée pour étudier la mise en place dans l'île de l'impôt sur le revenu. En octobre 1937, l'exposition coloniale du Barachois remporte un grand succès.
Léon Truitard quitte l'île de la Réunion le 10 novembre 1938 après la nomination de Joseph Court qui arrive le 15 novembre. C'est Truitard qui assure l'évacuation du ministère des Colonies à Bordeaux pendant l'exode de juin 1940. Il est nommé ensuite gouverneur du Dahomey. En 1943, il fait valoir ses droits à la retraite et s'installe en Algérie où sa femme a passé sa jeunesse. Ayant été mis à la retrait sans pension, il doit attendre 1946 pour en bénéficier à la suite d'un procès. Léon et Suzanne Truitard rentrent en France en 1950 où ils demeurent à Dijon.
Il meurt à Dijon le 2 janvier 1972. Il laisse une importante collection photographique à sujets coloniaux et une collection d'art africain.

## Distinction
- Croix de guerre 1914-1918
- Officier de la Légion d'honneur (1938)

## Publications
- Cameroun et Togo, Paris, éd. André Lesot, 1936,
- Lettre-circulaire, pour inviter les résidents du Togo à s'adresser à l'Agence économique des territoires africains du Togo et du Cameroun sous mandat français, 1933
- « Territoires africains sous mandat », in La France lointaine, n° du 1er janvier 1930 (illustr.)